# Велика Река (Вучитрн)
Велика Река (Веља Река, код локалног становништва) (алб. Lumadh) је насеље у општини Вучитрн на Косову и Метохији. Према попису становништва на Косову 2011. године, село је имало 1.017 становника.

## Географија
Село је у равници, на десној обали реке Лаб, 0,5 км од његовог ушћа у Ситницу. У близини, североисточно од села, пролази магистрални пут Приштина- Косовска Митровица. Збијеног је типа и не дели се на махале.

## Историја
Село је постало 1871. премештањем Черкеза из Лаба, где су живели седам година по свом досељењу са Кавказа. По селу Великој Реци у Лабу, где су били колонизовани, и ово је њихова насеобина названа Великом Реком. У Турској администрацији се званично звала Исханије Зир (Доња Исханија). Владика рашко-призренски и каснији Патријарх српски Павле у свом извештају Светом Архијерејском Синоду СПЦ, поред осталога, наводи податак да су на гробљу у В. Реци код Вучитрна, 17. септембра 1984. године, албански националисти изметом премазали српске православне надгробне споменике. Свештеници су се жалили да се расељавање нашег живља врши и даље.

## Порекло становништва по родовима
Черкески родови
- Наћ (4 куће) и Жјау (2 куће), оба од племена Абадзеха („Абдзах“). Доселили се 1864. са Кавказа, из области Д’ж.

Аутоколонисти
- Алексић (2 куће) 1924. из Шљивова.
- Анђелковић (1 кућа) 1924. из Шљивова.
- Бекчић (1 кућа) 1919. из Раковица (Рашка).
- Богавац (2 куће)1914 из Чемерна(Краљево).
- Букмировић (1 кућа) из Прогорелице.
- Дубовац (6 кућа) 1914.
- Ђоровић (1 кућа) и Веселиновић (1 кућа). из Јошаничке Бање.
- Ђукић (1 кућа) 1933. из Плоче (Жупа александровачка).
- Јанковић (1 кућа) 1914.
- Љиљак (1 кућа) 1941. из Баније (Хрватска)(остали последњи у селу све до 1999. године).
- Марковић (1 кућа) 1927. из Рудара (Топлица).
- Николић (1 кућа) 1933. из Александровац (Жупа александровачка).
- Пецић (2 куће) 1914. из Јеланца.
- Прибићевић (1 кућа) 1923. из Баније (Хрватска).
- Радета (1 кућа) 1922. из Субера (Ливно).
- Цвејић (3 куће) 1922. из Криве Реке (Брус).

Колонисти
- Јеремић (2 куће) и  Анђелковић (1 кућа) 1925 из Грабовнице (Топлица).
- Максић (1 кућа) 1929 из Косовске Митровице.
- Мирчетин (1 кућа) 1923. из Манђелоса (Сремска Митровица).

## Демографија
| Демографија | Демографија | Демографија |
| Година      | Становника  | Становника  |
| ----------- | ----------- | ----------- |
| 1948.       | 327         |             |
| 1953.       | 375         |             |
| 1961.       | 395         |             |
| 1971.       | 443         |             |
| 1981.       | 542         |             |
| 1991.       | 630         |             |
| 2011.       | 1.017       |             |

### Становништво по националности
| Националност | Број  | %     |
| Албанци      | 1,364 | 99.31 |
| Срби         | 1     | 0.10. |